# Gemelli Rayment
Adrian Rayment (Minster, 14 maggio 1970) e 
Neil Rayment (Minster, 14 maggio 1970) sono due attori e artisti marziali britannici. 
Sono conosciuti principalmente per aver interpretato i gemelli nel film Matrix Reloaded.

## Biografia
Il loro padre aveva anch'egli un fratello gemello, morto però alla nascita. Sviluppano entrambi un interesse verso le arti marziali già in tenera età, cominciando a praticare judo all'età di sette anni e karate all'età di quattordici. Attualmente si allenano in varie discipline delle arti marziali e sono ambedue cintura nera di 2º Dan e istruttori di karate shotokan della JKA. Neil è anche un esperto argentiere.
Attualmente vivono a Londra.

## Carriera
Muovono i primi passi nel mondo dello spettacolo intorno ai diciott'anni grazie ad un loro zio che lavorava per un'agenzia di moda come sosia di Alfred Hitchcock. Sono famosi per il ruolo degli "Handy Hunks" al fianco di Carol Vorderman nello show televisivo Better Homes, che tuttavia dovettero abbandonare per concludere le riprese di Matrix. Sono apparsi anche nel film F.I.S.T. del 2007 diretto da Ray Brady e in alcuni cortometraggi in particolare iBrotha del 2002 dove Neil interpreta un Malcolm X ossessionato dai computer Apple.

## Curiosità
- Neil indossa una fede matrimoniale pur non essendo sposato.
- Oltre che come gemelli monozigoti sono classificati anche come "gemelli speculari", ovvero la posizione degli organi dell'uno è invertita in modo speculare rispetto a quella dell'altro.